# Lepe punce lepo bruhajo
Lepe punce lepo bruhajo je slovenski mladinski roman, ki ga je napisala pisateljica Asja Hrvatin. Delo je izšlo leta 2012 in vsebuje tudi spremno besedo Karmen Serenec.
V delu avtorica opisuje problematiko s katero se sooča njena generacija, motnjo prehranjevanja. Popiše intimno stisko dekleta, s katero se spopadajo tudi njeni najbližji.

## Vsebina
Zgodba v romanu se dogaja v 21. stoletju, v Ljubljani. Glavna junakinja, ki jo avtorica ne poimenuje, je ujeti v začarani krog bulimije. Stara je 15 let, obiskuje srednjo šolo in se nenehno sooča s težkimi življenjskimi preizkušnjami, kot je smrt njenega očeta. Roman nam ne razkriva začetke njene bolezni, le stopnjevanje, vrhunec in razplet. Stopnjevanje bulimije se začne po smrti očeta, vrhunec pa doseže ko glavna junakinja svoje težave zaupa prijateljici. V razpletu ugotovimo ali junakinja premaga bolezen, ali bolezen premaga njo. 
Skozi celoten roman spremljamo junakinjo v različnih stresnih situacijah, ko se zapre vase, v svoj svet z "nevidnimi ljudmi" in s svojo boleznijo.

## Zbirka
Knjiga je izšla v zbirki Odisej.